# فورستبورغ (نيويورك)
فورستبورغ (بالإنجليزية: Forestburgh, New York)‏ هي بلدة أمريكية تقع في الولايات المتحدة في مقاطعة سوليفان، نيويورك. يقدر عدد سكانها بـ 819 نسمة ومساحتها 147.1 كم2 وترتفع عن سطح البحر 432 متر.